# Anoteropora latirostris
Anoteropora latirostris är en mossdjursart som beskrevs av Silén 1947. Anoteropora latirostris ingår i släktet Anoteropora och familjen Mamilloporidae. Inga underarter finns listade i Catalogue of Life.